# ألف هيدمان
ألف هيدمان (بالإنجليزية: Alf Hedeman)‏ كان لاعب كرة مضرب أسترالي. فاز مرتين بلقب الزوجي في البطولة الأسترالية مع إيرني باركر في سنة 1913. بينما خسر أمام ريس جيميل في نهائي الفردي لنفس البطولة في سنة 1921.

## النهائيات

### الفردي (1)

#### الوصافة (1)
| السنة | البطولة           | الأرضية | المنافس في النهائي | النتيجة في النهائي |
| 1921  | أستراليا المفتوحة | عشبية   | ريس جيميل          | 7–5, 6–1, 6–4      |

### الزوجي (1)

#### الفوز (1)
| السنة | البطولة           | الأرضية | الشريك      | المنافس في النهائي    | النتيجة في النهائي |
| 1913  | أستراليا المفتوحة | عشبية   | إيرني باركر | هاري باركر راي تايلور | 8–6, 4–6, 6–4, 6–4 |